# Čechočovice
Čechočovice (en allemand : Tschechotschowitz) est une commune du district de Třebíč, dans la région de Vysočina, en République tchèque. Sa population s'élevait à 314 habitants en 2020.

## Géographie
Čechočovice se trouve à 7 km à l'ouest-sud-ouest de Třebíč, à 27 km au sud-sud-est de Jihlava, à 60 km à l'ouest de Brno et à 138 km à l'est-sud-est de Prague.
La commune est limitée par Hvězdoňovice au nord-ouest, par Krahulov au nord-est, par Stařeč à l'est et au sud, et par Markvartice au sud-ouest et à l'ouest.

## Histoire
La première mention écrite de la localité date de 1358.

## Transports
Par la route, Čechočovice se trouve à 8 km de Třebíč, à 30,5 km de Jihlava et à 151 km de Prague.